# Балада о труби и облаку
Балада о труби и облаку је југословенски филм из 1961. године који је режирао Франце Штиглиц.

## Улоге
| Глумац             | Улога           |
| ------------------ | --------------- |
| Макс Бајц          | Миха            |
| Полде Бибич        | Болтезар        |
| Ангелца Хлебце     | Темникарица     |
| Руди Космач        | Јанез           |
| Марија Лојк        | Јустина         |
| Бранко Миклавц     | Тоне            |
| Лојзе Потокар      | Јернеј Темникар |
| Лојзе Розман       | Цвијета         |
| Владимир Скрбиншек | Поручник СС     |